# Room No. 382
Room No.382 (【Room No.382】?) è il primo album remix del cantante giapponese miyavi realizzato dal dj giapponese Teddy Loid. Pubblicato dalla major discografica Universal, è uscito il 24 dicembre 2008 in un'unica edizione in simultanea con il documentary dvd "THIS IZ THE ORIGINAL SAMURAI STYLE".

## Tracce
1. Ippiki ōkami ron (一匹狼論?)
2. 2 be wiz U (2 be wiz U?)
3. Jibun kakumei (自分革命?)
4. Dear my friend (Dear my friend?)
5. Kimi ni negai wo (君に願いを?)
6. Señor Señora Señorita (セニョール セニョーラ セニョリータ?)
7. Rock no gyakushū (ロックの逆襲?)
8. Jōshō gaidō (常勝街道?)
9. Girls, be ambitious. (Girls, be ambitious.?)
10. Ashita, genki ni naare. (あしタ、元気ニなぁレ。?)